# Благовіщенський район (Алтайський край)
Благові́щенський район (рос. Благовещенский район) — район у складі Алтайського краю Російської Федерації.
Адміністративний центр — селище міського типу Благовіщенка.

## Історія
Район утворений 1925 року.

## Населення
Населення — 28044 особи (2019; 30783 в 2010, 34878 у 2002).

## Адміністративний поділ
Район адміністративно поділяється на 2 міських та 10 сільських поселень (сільрад):
| Поселення                      | Площа, км² | Населення, осіб (2002) | Населення, осіб (2010) | Населення, осіб (2019) | Центр          | Населені пункти |
| ------------------------------ | ---------- | ---------------------- | ---------------------- | ---------------------- | -------------- | --------------- |
| Благовіщенська селищна рада    | 714,16     | 12553                  | 11723                  | 11496                  | Благовіщенка   | 2               |
| Степноозерська селищна рада    | 45,15      | 7184                   | 6672                   | 6304                   | Степне Озеро   | 1               |
| Алексієвська сільська рада     | 115,54     | 751                    | 534                    | 382                    | Алексієвка     | 3               |
| Гляденська сільська рада       | 140,14     | 1806                   | 1453                   | 1294                   | Глядень        | 4               |
| Леньківська сільська рада      | 331,91     | 4065                   | 3445                   | 2972                   | Леньки         | 2               |
| Нижньокучуцька сільська рада   | 284,85     | 716                    | 558                    | 439                    | Нижній Кучук   | 1               |
| Ніколаєвська сільська рада     | 211,16     | 1378                   | 1105                   | 862                    | Ніколаєвка     | 2               |
| Новокулундінська сільська рада | 243,00     | 1654                   | 1222                   | 933                    | Новокулундінка | 4               |
| Орлеанська сільська рада       | 198,04     | 723                    | 639                    | 560                    | Орлеан         | 2               |
| Суворовська сільська рада      | 276,20     | 1241                   | 1044                   | 944                    | Суворовка      | 3               |
| Шимолінська сільська рада      | 809,96     | 1657                   | 1367                   | 1033                   | Шимоліно       | 3               |
| Яготінська сільська рада       | 324,17     | 1150                   | 1021                   | 825                    | Яготіно        | 3               |

## Найбільші населені пункти
Нижче подано список населених пунктів з чисельністю населенням понад 1000 осіб:
| № | Населений пункт | Населення, осіб (2002) | Населення, осіб (2010) |
| - | --------------- | ---------------------- | ---------------------- |
| 1 | Благовіщенка    | 12416                  | 11626                  |
| 2 | Степне Озеро    | 7184                   | 6672                   |
| 3 | Леньки          | 3890                   | 3342                   |